# Culture coréenne
Cet article possède un paronyme, voir Culture goréenne.
La culture coréenne est l'ensemble des formes de productions intellectuelles et artistiques développée en Corée et en Mandchourie. 

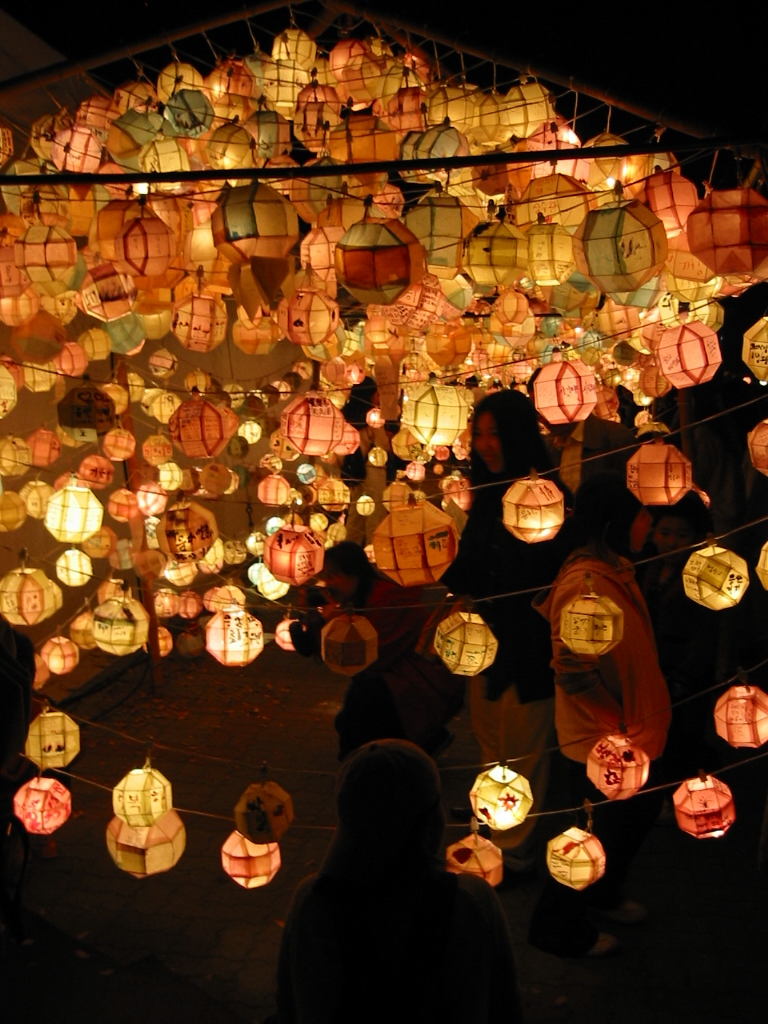
Festival des lanternes, à Séoul

En tant que l'une des plus anciennes cultures continues du monde, les Coréens ont transmis leurs récits traditionnels de diverses manières. Depuis le milieu du 20e siècle, la Corée est divisée entre les États du Nord et du Sud, ce qui entraîne aujourd'hui un certain nombre de différences culturelles. Avant la dynastie Joseon, la pratique du chamanisme coréen était profondément ancrée dans la culture coréenne.